# Phyllanthus cuscutiflorus
Phyllanthus cuscutiflorus är en emblikaväxtart som beskrevs av Spencer Le Marchant Moore. Phyllanthus cuscutiflorus ingår i släktet Phyllanthus och familjen emblikaväxter. Inga underarter finns listade i Catalogue of Life.